# 山田洸誓
山田 洸誓（やまだ こうせい、1992年11月4日- ）は、日本の空手家、元キックボクサー。愛媛県新居浜市出身。正道会館KCIEL所属。第4代RISEスーパーライト級王者。

## 来歴
5歳の頃から空手を始める。正道会館所属として父親の指導のもと、西日本の大会で頭角を現し、2016年、2017年には全日本空手道選手権大会を2連覇する。
2017年よりRISEに参戦。デビュー戦より11連勝を重ね、2019年には当時空位だったRISEスーパーライト級王座を獲得。
2022年6月に行われたTHE MATCH 2022では、第12試合のカードとして第4代K-1 WORLD GPスーパーライト級王者安保瑠輝也と対戦。判定で敗れる。
2022年12月に行われたRISE WORLD SERIES 2022 / SHOOTBOXING-KINGS 2022で、GLORY世界フェザー級王者のペットパノムルン・キャットムーカオと対戦。判定で敗れ、この試合をもってプロキックボクサーとしての現役生活に終止符を打った。

## 戦績

### プロキックボクシング
| キックボクシング 戦績 | キックボクシング 戦績 | キックボクシング 戦績 | キックボクシング 戦績 | キックボクシング 戦績 | キックボクシング 戦績 | キックボクシング 戦績 |
| --------------------- | --------------------- | --------------------- | --------------------- | --------------------- | --------------------- | --------------------- |
| 18 試合               | (T)KO                 | 判定                  | その他                | 引き分け              | 無効試合              |                       |
| 15 勝                 | 9                     | 6                     | 0                     | 0                     | 0                     |                       |
| 3 敗                  | 0                     | 3                     | 0                     | 0                     | 0                     |                       |

| 勝敗 | 対戦相手                           | 試合結果                                     | 大会名                                          | 開催年月日     |
| ×    | ペットパノムルン・キャットムーカオ | 3R終了 判定0-3                               | RISE WORLD SERIES 2022 / SHOOTBOXING-KINGS 2022 | 2022年12月25日 |
| ○    | ヤン・カッファ                     | 3R 1:23 KO (右フック)                        | RISE WORLD SERIES 2022 OSAKA                    | 2022年8月21日  |
| ×    | 安保瑠輝也                         | 3R終了 判定0-3                               | THE MATCH 2022                                  | 2022年6月19日  |
| ○    | 直樹                               | 3R 0:24 TKO (レフェリーストップ：右フック)   | RISE ELDORADO 2022                              | 2022年4月2日   |
| ○    | 北野克樹                           | 5R終了 判定3-0                               | RISE 150 【RISEスーパーライト級タイトルマッチ】 | 2021年6月18日  |
| ○    | 実方拓海                           | 5R終了 判定3-0                               | RISE 145 【RISEスーパーライト級タイトルマッチ】 | 2021年1月30日  |
| ×    | 北野克樹                           | 5R+延長1R終了 判定0-2                        | RISE DEAD or ALIVE 2020 OSAKA2                  | 2020年11月1日  |
| ○    | 中野椋太                           | 3R終了 判定3-0                               | RISE 137                                        | 2020年2月23日  |
| ○    | 山口侑馬                           | 2R 1:25 KO (3ダウン：左フック)               | RISE 134 【RISEスーパーライト級王座決定戦】     | 2019年9月29日  |
| ○    | タップロン・ハーデスワークアウト   | 3R終了 判定0-2                               | RISE WORLD SERIES 2019 2nd Round                | 2019年7月21日  |
| ○    | 高橋幸光                           | 3R終了 判定0-2                               | RISE 130                                        | 2019年2月3日   |
| ○    | 川島史也                           | 1R 1:53 TKO (レフェリーストップ：パンチ連打) | RISE 128                                        | 2018年11月2日  |
| ○    | 憂也                               | 3R終了 判定0-2                               | RISE 127                                        | 2018年9月16日  |
| ○    | 森本一陽                           | 3R 0:35 KO (飛び右ハイキック)                | RISE 124                                        | 2018年5月25日  |
| ○    | 緒方惇                             | 1R 1:00 KO (右フック)                        | RISE 122                                        | 2018年2月4日   |
| ○    | TAIRA                              | 2R 2:47 KO (3ダウン：右フック)               | RISE 120                                        | 2017年10月9日  |
| ○    | ポッシブルＫ                       | 2R 0:41 KO                                   | RISE 117                                        | 2017年5月20日  |
| ○    | 田村亮太朗                         | 1R 0:26 KO (右フック)                        | RISE 116                                        | 2017年3月5日   |

## 獲得タイトル
- 正道会館
  - 第36回全日本空手道選手権大会 全日本一般男子 軽量級 優勝 (2017年)
  - 第14回ウエイト制オープントーナメント全日本空手道選手権大会 軽量級 優勝 (2016年)
  - 第32回ウエイト制オープントーナメント全日本拳武道選手権大会 一般軽中量級 優勝 (2015年)
  - 第26回全日本新空手道選手大会 K-2 GRANDPRIX 軽中量級 優勝 (2015年)
- キックボクシング
  - 第4代RISEスーパーライト級王座 (2019年)